# Menjševici
Menjševici (ruski: меньшевик = u manjini, manjina) je naziv za članove desnog krila Ruske socijal-demokratske radničke stranke, koji su bili protivnici lijevom radikalnom krilu - boljševicima Vladimira Iljiča Lenjina. Oni su se vremenom organizirali u vlastitu stranku, i postali veliki neprijatelji.

## Povijest razdora
Do njihovog raskola došlo je na Drugom kongresu Ruske socijal-demokratske radničke stranke održanom u Bruxellesu (srpanj) i Londonu (kolovoz) 1903. Načelno su obje frakcije bile za uništenje kapitalizma i svrgavanje carskog režima, ali menjševici, predvođeni Julijem Martovom, preferirali su veliku, labavo organiziranu demokratsku stranku, čiji bi se članovi mogli u mnogim pitanjima i razilaziti, ali se ipak slagati oko bitnog.Nešto nalik na zapadnoeuropske socijaldemokratske stranke. Oni su bili spremni surađivati s ruskim liberalima, a imali su skrupul o upotrebi revolucionarnog terora.
S druge strane boljševici predvođeni Lenjinom, bili su tvrdolinijski revolucionari koji se oko metoda koji ih bi dovele do cilja nisu puno ustručavali, pa su ih zvali tvrdi. Lenjin je s druge strane shvaćao da nema vremena za demokraciju, a nije imao ni povjerenja u mase. Zato je želio je stvoriti malu čvrsto organiziranu i vrlo discipliniranu stranku s članovima koju za nju žive i rade 24 sata, i slijede stranačku liniju u svakoj pojedinosti. On je pronicljivo shvatio da će u takvo članstvo, carskoj policiji biti puno teže ubaciti svoje ljude. To se kasnije pokazalo potpuno točnim, jer je jedan član organizacijskog odbora kongresa, bio agent ruske tajne policije.
Kad su pristaše Lenjina izborili privremenu većinu u Centralnom komitetu, i u uredništvu stranačkih novina "Iskra", sebe su nazvali boljševici (većina), a Martova i njegove pristaše menjševicima. 
Nakon londonskog kongresa narasle su tenzije između tih dviju frakcija. Osim neslaganja oko lenjinovog inzistiranja na diktatorskog ulozi visoko centralizirane stranke, menjševici su tvrdili da proletarijat ne može (a niti treba) dominirati buržoaskom revolucijom, dakle, za razliku od boljševika, oni su bili voljni surađivati sa liberalnom buržoazijom na uspostavi liberalnog, kapitalističkog režima, za koji su držali da je potreban kao međustanica prema socijalističkom društvu. 

## Karakteristike
Menjševici su aktivno sudjelovali i imali važne uloge u Revoluciji 1905. godine, osobito u radu u petrogradskog sovjeta. I oni su kao i boljševici, sudjelovali u radu parlamenta (Dume), patološki vjerujući da će njihov uspjeh biti korak prema stvaranju demokratske vlasti. Ruska socijal-demokratska radnička stranka definitivno se raspala - 1912. kad je Lenjin povukao svoje pristaše iz nje, a menjševici su se međusobno posvadili oko stavova o Prvom svjetskom ratu. 
Iako su imali vodeće uloge u radu prvih sovjeta i privremene vlade, formirane nakon Veljačke revolucije (1917.), i formalno osnovali vlastitu stranku u kolovozu - Rusku socijal-demokratsku radničku stranku, Menjševici nisu bili dovoljno jedinstveni da zadrže dominantnu poziciju u političkim zbivanjima nakon 1917. Nakon boljševičke Listopadske revolucije, su se pokušali organizirati kao legalna opozicija, ali su do kraja 1922. potpuno potisnuti, nakon tog su brojni menjševici otišli u egzil.

## Poveznice
- Boljševici
- Marksizam

## Vanjske poveznice
- The Bolshevik-Menshevik Split na portalu History Today eng. {{{1}}}
- Menshevik na portalu Encyclopædia Britannica eng. {{{1}}}